# Vito Scalia
Vito Scalia (Catania, 13 maggio 1925 – Roma, 8 ottobre 2009) è stato un politico e sindacalista italiano.
Fu ministro per la Ricerca scientifica nel governo Cossiga I e membro della Camera dei deputati per sei legislature, dal 1953 al 1972 e dal 1976 al 1983.

## Biografia
Laureato in giurisprudenza, fu un esponente di spicco della CISL di cui fu segretario provinciale di Catania dal 1950 al 1962 e, successivamente, segretario generale aggiunto. Iscritto alla Democrazia Cristiana, fu eletto per la prima volta alla Camera dei deputati nel 1953 e successivamente confermato in quelle del 1958, 1963, 1968, 1976 e 1979, rimanendo complessivamente fra i banchi di Montecitorio per 30 anni.
Fra il 1979 e il 1980 fu ministro senza portafoglio, con delega al coordinamento iniziative per la ricerca scientifica e tecnologica, nel governo Cossiga I.
Terminata l'attività parlamentare, è stato presidente del Cesaps, Centro studi per l'azione politica e sociale e del Cesvam, Centro Europeo per lo Sviluppo dell'Area Mediterranea.